# Milton Leite Filho
Milton Leite da Silva Filho, (São Paulo, 3 de agosto de 1978), é um político brasileiro, filiado ao União Brasil (UNIÃO).
Em 2010, foi eleito deputado estadual para a 17ª legislatura (2011-2015).
É filho do vereador e atual presidente da Câmara Municipal de São Paulo, Milton Leite, e irmão do deputado federal Alexandre Leite.